# Campeonato Mundial de Piragüismo en Aguas Tranquilas de 1973
El X Campeonato Mundial de Piragüismo en Aguas Tranquilas se celebró en Tampere (Finlandia) en el año 1973 bajo la organización de la Federación Internacional de Piragüismo (ICF) y la Federación Finlandesa de Piragüismo.
Las competiciones se realizaron en el canal de piragüismo ubicado en el lago Kaukajärvi, al este de la ciudad finlandesa.

## Medallistas

### Femenino
| Evento   | Oro                                                              | Plata                                                                     | Bronce                                                            |
| -------- | ---------------------------------------------------------------- | ------------------------------------------------------------------------- | ----------------------------------------------------------------- |
| K1 500 m | Nina Gopova URSS                                                 | Petra Grabowsky RDA                                                       | Viorica Dumitru Rumania                                           |
| K2 500 m | Ilse Kaschube Petra Grabowsky RDA                                | Liudmila Pinayeva Nina Gopova URSS                                        | Anna Pfeffer · Ilona Tözsér · Hungría                             |
| K4 500 m | Liudmila Pinayeva Nina Gopova Larisa Kabakova Tamara Popova URSS | Anna Pfeffer · Ilona Tözsér · Erzsébet Horváth · Mária Zakariás · Hungría | Viorica Dumitru Maria Nichiforov Maria Cosma Maria Ivanov Rumania |

## Medallero
| Núm. | País      | Oro | Plata | Bronce | Total |
| ---- | --------- | --- | ----- | ------ | ----- |
| 1    | URSS      | 8   | 6     | 1      | 15    |
| 2    | Hungría   | 7   | 4     | 5      | 16    |
| 3    | Rumania   | 2   | 5     | 6      | 13    |
| 4    | RDA       | 1   | 1     | 2      | 4     |
| 5    | Polonia   | 0   | 1     | 2      | 3     |
| 6    | RFA       | 0   | 1     | 0      | 1     |
| 7    | Bélgica   | 0   | 0     | 1      | 1     |
| 7    | Dinamarca | 0   | 0     | 1      | 1     |
|      | TOTAL     | 18  | 18    | 18     | 54    |